# تغلي أباد (الريف الغربي)
تغلي أباد (بالفارسية: طغلی آل‌عباد) هي منطقة سكنية تقع في إيران في قسم الريف الغربي الريفي. يقدر عدد سكانها بـ 348 نسمة .